# Christian University of Thailand
Die Christian University of Thailand (thailändisch มหาวิทยาลัยคริสเตียน, RTGS Mahawitthayalai Khritsatian) ist eine private Universität in Thailand, die mit der protestantischen Church of Christ in Thailand verbunden ist. Die Universität befindet sich in der Gemeinde Don Yai Hom (Amphoe Mueang, Provinz Nakhon Pathom), 15 km südlich der Stadt Nakhon Pathom und ca. 50 km westlich der Hauptstadt Bangkok. Sie hat vier Fakultäten: Pflegewissenschaft, Gesundheitswissenschaften, Christliche Theologie und eine interdisziplinäre Fakultät. Im Jahr 2019 hatte die Universität 1012 Bachelor-Studenten, wovon 38 Studenten nicht aus Thailand stammen, sowie 91 Master-Studenten. Die Bachelor-Studiengänge Pflegewissenschaft sowie Tourismus- und Gastgewerbemanagement werden auch auf Englisch angeboten.
Gegründet wurde die Universität ursprünglich am 7. September 1983 von der Church of Christ in Thailand Foundation (die auf presbyterianische Missionare aus den USA zurückgeht) als Christian College. Am 15. August 2001 wurde die Hochschule als Universität zugelassen.